# Polwica (województwo wielkopolskie)
Polwica – wieś w Polsce położona w województwie wielkopolskim, w powiecie średzkim, w gminie Zaniemyśl.
W latach 1975–1998 miejscowość położona była w województwie poznańskim.

## Części wsi
| SIMC    | Nazwa        | Rodzaj     |
| ------- | ------------ | ---------- |
| 0598470 | Dobroczyn    | przysiółek |
| 0598463 | Polwica-Huby | część wsi  |

## Zabytki
We wsi znajduje się zespół dworski z połowy XIX w., w którego skład wchodzą dwór oraz otaczający go park. Na ścianie frontowej znajduje się tablica upamiętniająca Ryszarda Berwińskiego – poetę, publicystę, uczestnika Wiosny Ludów, urodzonego w Polwicy.
Dwór był miejscem zamieszkania rodziny Marianny i Michała Jasieckich, opisanej w książce Janiny Fedorowicz i Joanny Konopińskiej Marianna i róże.
W Polwicy znajduje się także przystanek Średzkiej Kolei Powiatowej.

## Galeria

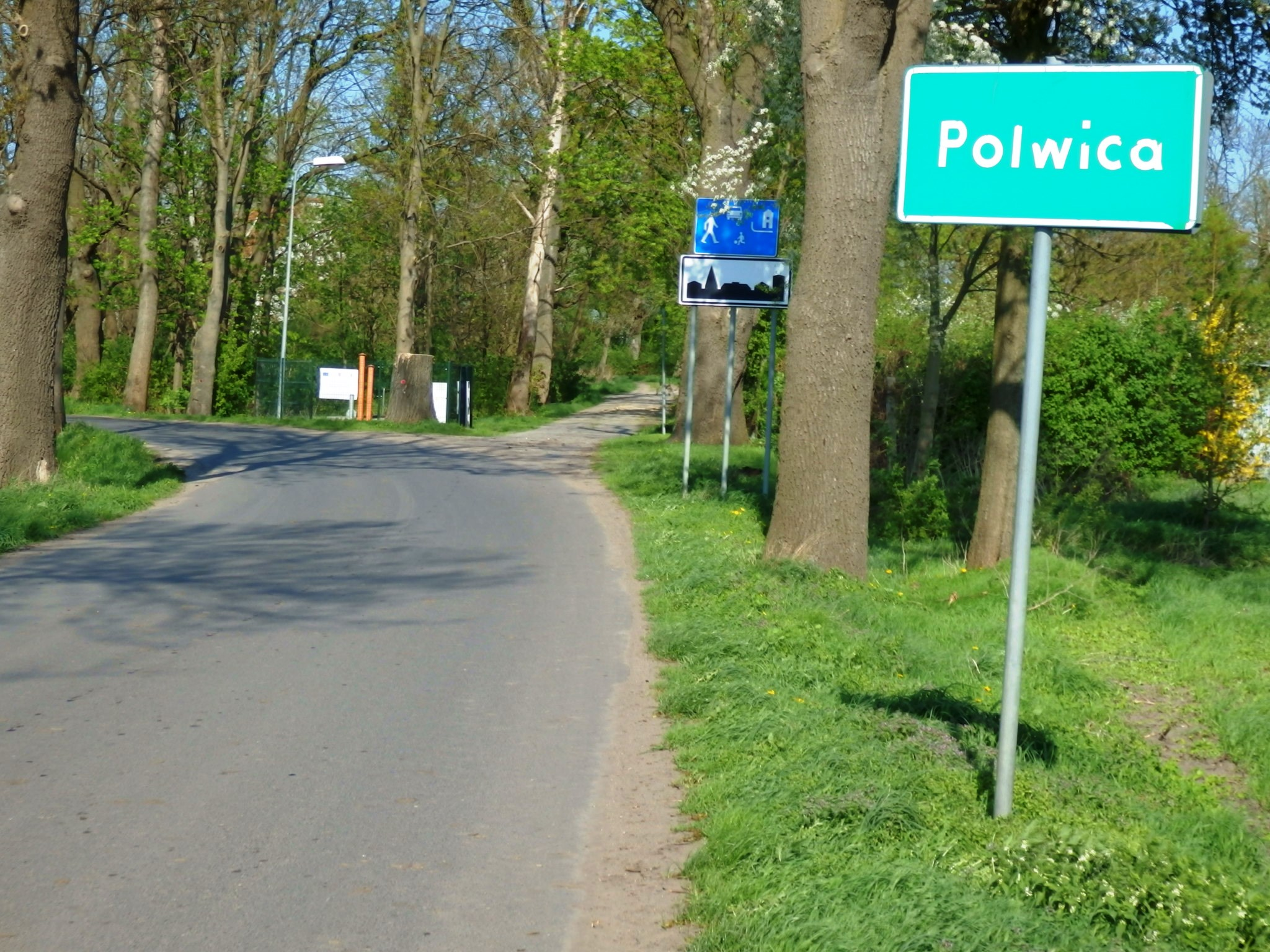
Wjazd do wsi
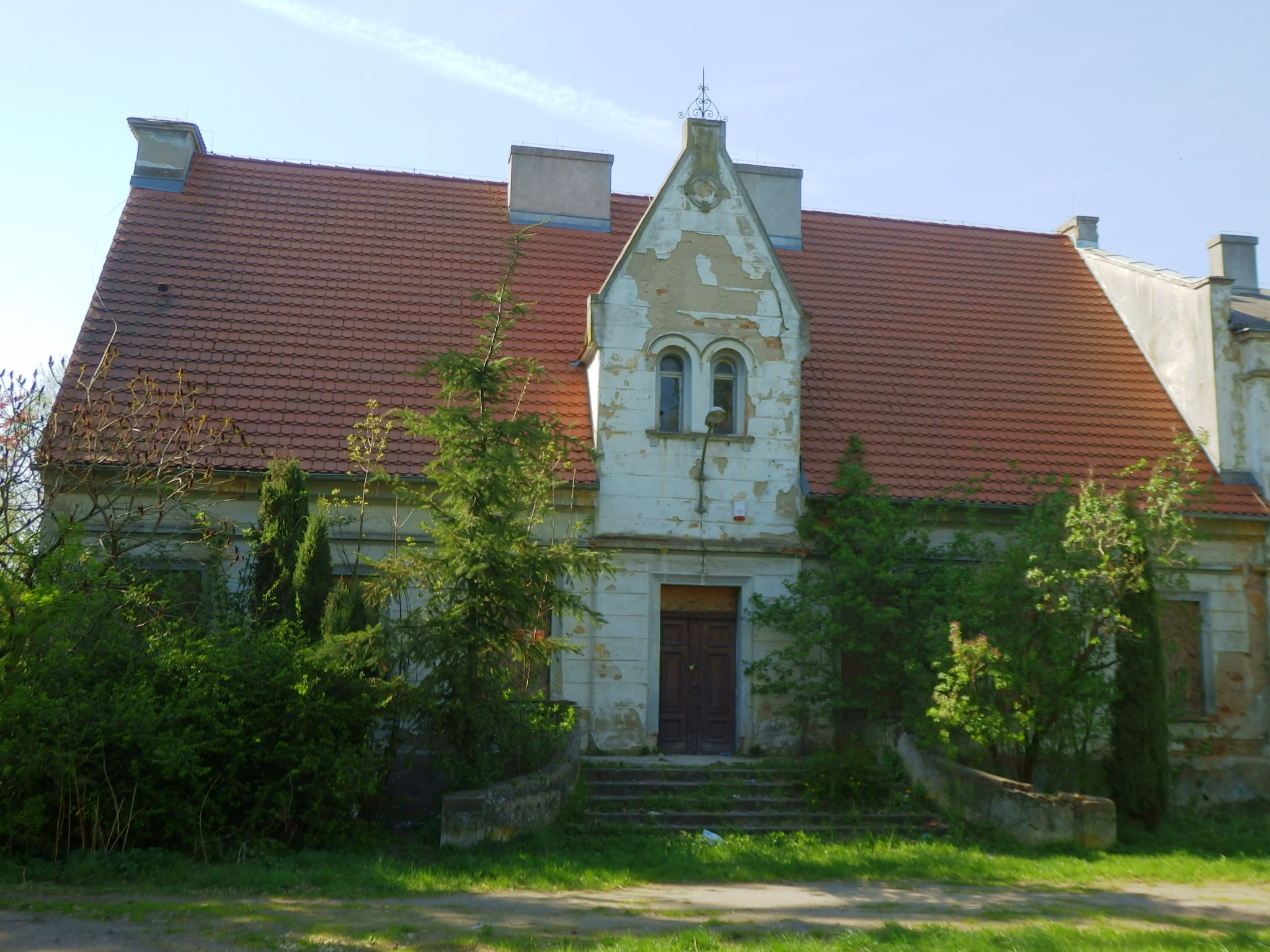
Dwór (stan z 2018)
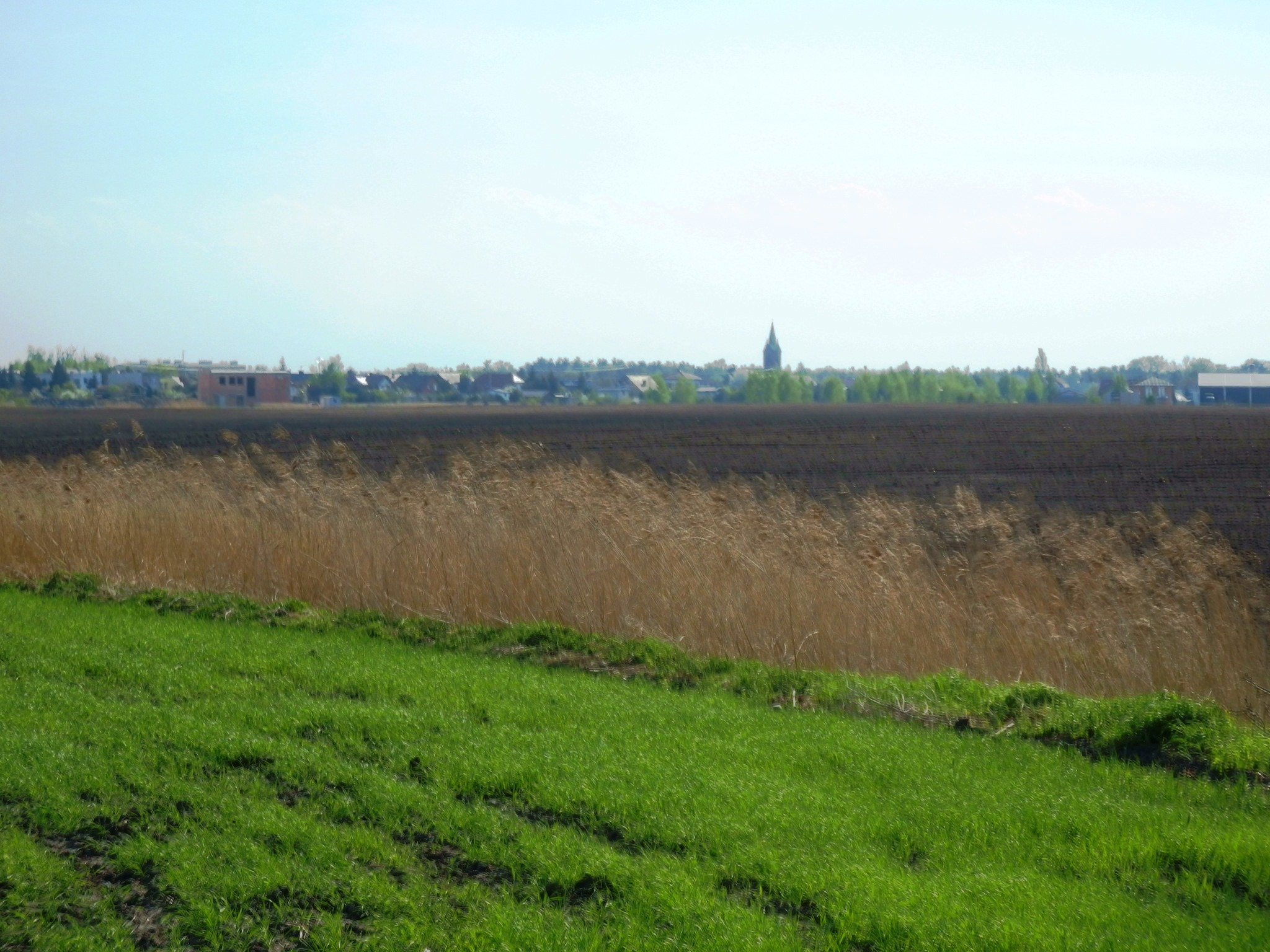
Pola wsi w kierunku Zaniemyśla